# Tušická Nová Ves
Tušická Nová Ves est un village de Slovaquie situé dans la région de Košice.

## Histoire
Première mention écrite du village en 1342.

## Démographie

### Évolution de la population
| Année:               | 1994. | 2004.   | 2014.   | 2024.   |
| -------------------- | ----- | ------- | ------- | ------- |
| Nombre de personnes: | 622   | 585     | 555     | 506     |
| Différence:          |       | -5,94 % | -5,12 % | -8,82 % |

| Année:               | 2023. | 2024.   |
| -------------------- | ----- | ------- |
| Nombre de personnes: | 509   | 506     |
| Différence:          |       | -0,58 % |

## Politique
| Nom         | Parti politique | Date de l'élection | Fin du mandat |
| ----------- | --------------- | ------------------ | ------------- |
| Blažej Ivan | SDKÚ-DS         | 02.12.2006         | Déc. 2010     |